# Узбек Віктор Сергійович
Віктор Сергійович Узбек (нар. 22 лютого 1990, Маріуполь, УРСР) — український та російський футболіст, захисник, по завершенні кар'єри — дитячий тренер.

## Життєпис
Вихованець севастопольського СДЮШОР-5, кольори якого захищав у ДЮФЛУ. 23 червня 2007 року розпочав футбольну кар'єру в складі «Севастополя». Разом з командою пройшов шлях від Другої ліги до Прем'єр-ліги. У вищому дивізіоні українського футболу не грав, виступав лише за дублюючий склад (16 матчів). Також протягом цього часу залучався до матчів «Севастополя-2» спочатку в Другій лізі чемпіонату України, а потім у чемпіонаті АР Крим. Під час зимової перерви сезону 2010/11 років виїхав до Молдови, де став гравцем першолігового клубу «Іскра-Сталь» (Рибниця). Через рік повернувся до Криму, виступав за севастопольський «Компас». З липня 2012 року працює тренером у ДЮФК «Севастополь-СДЮШОР-3». У 2013 році перейшов у севастопольське «Танго». Після окупації Криму отримав російське громадянство та пішов на співпрацю з окупантами. Виступав за СКЧФ-2 в чемпіонаті Криму. З 2015 року — гравець фейкового кримського клубу «Севастополь», також грав за другу команду цього клубу. У сезоні 2016/17 років виступав за інший фейковий кримський клуб — «Кафа» (8 матчів, 1 гол). По завершенні сезону закінчив кар'єру гравця. Має тренерську ліцензію категорії B.

## Досягнення
- Кубок Молдови
  -  Володар (1): 2011

- Суперкубок Молдови
  -  Фіналіст (1): 2011